# Angelo Torricelli
Angelo Torricelli (Milano, 13 marzo 1946) è un architetto e teorico dell'architettura italiano.

## Biografia
Nato a Milano nel 1946, si laurea in Architettura al Politecnico nel 1969. La sua formazione trova importanti apporti negli insegnamenti di E.N. Rogers, Guido Canella, Aldo Rossi, così come nella frequentazione del mondo artistico milanese, in particolare a Brera con Franco Russoli e alla Scuola del Nudo.
Intraprende la carriera universitaria presso la Facoltà di Architettura di Milano; nel 1989 diviene professore associato di Composizione architettonica all'Università degli Studi di Palermo, trasferendosi poi a Milano nel 1992.
Nel 2000 è professore ordinario di Composizione architettonica e urbana a Milano, dove assume la carica di preside della Facoltà (poi Scuola) di Architettura Civile dal 2008 al 2015.
Presidente del Board di Architettura del Politecnico dal 2011 al 2016, viene nominato professore onorario nel 2018. È tra i fondatori del Dottorato di Ricerca in Composizione architettonica al Politecnico. Insegna inoltre come visiting professor in seminari e workshop internazionali di progettazione architettonica all'Università IUAV di Venezia, alle Università di Napoli, Bari, Siracusa e in diverse Università straniere, ad Atene, Alessandria d'Egitto, Beirut.
È Accademico Nazionale di San Luca.
Collabora a numerose riviste, tra cui «Casabella», «Hinterland», «Controspazio», «Rassegna di Architettura e Urbanistica», «Il Disegno di Architettura», «Ananke», «Abitare la terra», «Materia».
Dal 2008 è direttore della rivista «Architettura Civile».
La sua attività teorica e critica tratta le problematiche attuali del progetto di architettura e ha esito nella produzione saggistica, pubblicata su riviste internazionali e volumi monografici, incentrata su diversi temi: architettura per l’istruzione e la cultura nel disegno della città; opere, teorie e poetiche di architetti moderni; rapporto antico/nuovo e progetto nelle aree archeologiche; figurazione e costruzione in architettura; progetto di architettura e suo insegnamento.
Dal 1972 è attivo a Milano come progettista; nel 2004 fonda lo studio Torricelli Associati con Mariateresa Rampi e, dal 2010, Carlotta Torricelli. È autore di progetti per concorsi e per incarichi pubblici e privati.
La sua ricerca progettuale è volta a “riscrivere la città con le architetture”, in coerenza con una linea interpretativa precisata attraverso alcuni caratteri ricorrenti e riconoscibili: il rapporto, inteso in senso archeologico, con il suolo; la ricerca della forma appropriata nella tensione fra architettura e costruzione; l’espressione dell’identità dei singoli pezzi attraverso lo studio del dettaglio.
Il suo lavoro è stato pubblicato sulle principali riviste e su diversi volumi, rassegne, guide e storie dell’architettura tra cui si citano: M. Tafuri, Storia dell’architettura italiana 1944-1985, Torino 1986; Annali dell’architettura italiana contemporanea 1985, a cura di M. Casciato e G. Muratore, Roma 1986; Annali dell’architettura italiana contemporanea 1986-87, a cura di G. Carnevale e M. Montuori, Roma 1991; Almanacco Electa dell’architettura italiana, Milano 1993; M. Biraghi, S. Micheli, Storia dell’architettura italiana 1985-2015, Torino 2013; M. Biraghi, S. Micheli, G. Lo Ricco, Guida all’architettura di Milano 1954-2014, Milano 2013; i volumi di Identità dell’Architettura Italiana, Parma, dal 2003 al 2021.
Alla sua opera sono dedicate le monografie Angelo Torricelli. Architettura in Capitanata. Opere e progetti/Works and projects 1997-2012, a cura di C. Baglione, Padova 2014, e Quadri per Milano. Prove di architettura, a cura di G. Comi, Siracusa 2017.

## Principali pubblicazioni
- Per costruire l’ambiente. Aspettative nel sociale e appropriazioni progettuali, Clup, Milano, 1981
- San Pellegrino-Valle Brembana: le storie e i progetti nel crogiolo delle attività umane, in «QD. Quaderni del Dipartimento di Progettazione dell’Architettura del Politecnico di Milano», n. 1, Clup, Milano 1984
- Ecologia, tipo, compito rappresentativo della biblioteca, in Aa.Vv., Abitare la biblioteca, a cura di M. Carrisi e M. Belotti, Edizioni Oberon, Roma 1984
- Milano: il luogo di Loreto, in «QD. Quaderni del Dipartimento di Progettazione dell’Architettura del Politecnico di Milano», n. 2, Clup, Milano 1985
- Nord-est Milano: la piazza, le direttrici, la porta urbana, in Aa. Vv., Milano Zona dieci-Loreto Monza Padova, a cura di G. Fiorese, Comune di Milano-ICI Editore, Milano 1986
- Architettura civile per due insediamenti produttivi nel milanese, in «Abacus», n. 6, novembre, 1986, pp. 31-39
- Aldo Andreani 1887-1971. Opere e progetti, in «Rassegna di architettura e urbanistica», n. 65/66 monografico, Edizioni Kappa, Roma 1989
- Milano: Castello, Quartiere delle milizie, Città militare nella trasformazione del centro e nella costruzione della periferia, in Aa. Vv., Esercito e città dall’Unità agli Anni Trenta, Deputazione di Storia Patria per l’Umbria, Perugia 1989
- “Non per altro si restaura che per apprendervi”: l’antico nella città e nelle tradizioni del moderno, in Aa. Vv., Attuale proprietà dell’antico, a cura di E. Bordogna e M. Canella, Clup, Milano 1990  
- Il Castello a mare di Palermo, Flaccovio Editore, Palermo 1993
- Gli anni delle trasformazioni. Nuovi paesaggi urbani, in Aa. Vv., Architetture sociali nel Milanese 1860-1990, Touring Club Italiano-Provincia di Milano 1994
- Dettaglio e paesaggio d’interni, Flaccovio Editore, Palermo 1998  
- Memoria e immanenza dell’antico nel progetto urbano, in Aa.Vv., Archeologia urbana e progetto di architettura, a cura di M. M. Segarra Lagunes, Gangemi Roma, 2002
- Agrocittà come paradigma. Studi e progetti per Cerignola, in «Quaderni di Architettura», n. 23, 2002, pp. 62-87
- Bordi della città e approdi dalla campagna. Progetti per Cerignola, in Aa.Vv., Periferie e nuove urbanità, a cura di F. Bucci, Electa, Milano 2003, pp. 130-6.
- Invenzioni dell’antico. Studi e progetti per Milano archeologica, in Aa.Vv., Progetto archeologico. Progetto architettonico, a cura di M. M. Segarra Lagunes, Gangemi, Roma, 2007
- Progetti di architetture battesimali per il futuro, in Aa.Vv., Il Battistero, Edizioni Qiqajon, Comunità di Bose, Torino 2008, pp. 167-74
- Profondità archeologica, immaginazione progettuale, in Aa.Vv., Aufklärung e Grand Tour, a cura di P.F. Caliari, Maggioli editore, Santarcangelo di Romagna (Rn) 2008, pp. 55-73
- Il Museo e la Passeggiata archeologica di Milano, in Archeologia e architettura. Tutela e valorizzazione. Progetti in aree antiche e medievali, a cura di G. Ciotta, Quaderni di Aiòn, Aiòn edizioni, Firenze 2009, pp. 118-25
- con F. Collotti, Dialogo sul disegno e l’invenzione in architettura, in «Il Disegno di Architettura», n. 35, 2010, pp. 29-35
- Aree archeologiche e progetto per la città, in «Ananke», n. 61, 2010, pp. 110-6
- Tensioni da comporre (nell’enfasi della costruzione sostenibile), in Aa.Vv., Il progetto di architettura fra didattica e ricerca, a cura di C. D’Amato, Polibapress, Bari 2011
- Oltre lo specchio, la forma, in Aa.Vv., Dove va l’architettura?, a cura di M. Fagioli, Aìon, Firenze 2011, pp. 126-9
- Opposizioni nella modernità. A proposito del “vecchio Behrens”, in Aa.Vv., Peter Behrens maestro di maestri, a cura di S. Malcovati, A. Moro, Libraccio Editore, Milano 2011, pp. 203-7
- Nuovi inizi e analogie, in Aa. Vv., Il mutevole permanere dell’antico. Giuseppe Terragni e gli architetti del Razionalismo Comasco, a cura di A. Novati, A. Pezzola, Araba Fenice, Boves Cuneo 2012, p. 5
- con S. Protasoni, Quello che è / quello che non è il progetto urbano, in «QA24. Casa e città», n. 24, 2012, pp. 130-9
- Space, Time and Architecture. The Growth of a New Tradition, di Sigfried Giedion, in Aa. Vv., Architettura del Novecento I Teorie, scuole, eventi, a cura di M. Biraghi, A. Ferlenga, Giulio Einaudi editore, Torino 2012, pp. 758-63
- La lezione di Villa Adriana, in P. F. Caliari, Tractatus logico sintattico. La forma trasparente di Villa Adriana, Quasar, Roma 2012, pp. 77-81
- L’architettura a Milano e la “continuità” di Rogers, in Aa.Vv., Ernesto Nathan Rogers 1909-1969, a cura di C. Baglione, FrancoAngeli, Milano 2013, pp. 9-17
- L’antico come principio di nuova architettura, in Aa.Vv., Arquitectura Contemporánea en el Patrimonio Histórico, a cura di F. Wulff, M. Guirnaldos, Editorial Universidad de Granada, Granada 2013, pp. 101-7
- Guido Canella e la Scuola di Architettura Civile, in Aa. Vv., Guido Canella 1931-2009, a cura di E. Bordogna, G. Canella e E. Manganaro, Franco Angeli, Milano 2014, pp. 16-22
- Angelo Torricelli. Architettura in Capitanata. Opere e progetti / Works and projects 1997-2012, a cura di C. Baglione, Il Poligrafo, Padova 2014, pp. 203-211
- Aldo Andreani à rebours, in R. Dulio, M. Lupano (a cura di), Aldo Andreani 1887-1971 visioni, costruzioni, immagini, Mondadori Electaarchitettura, Milano 2015, pp. 80-5
- Palermo interpretata, a cura di G. Di Benedetto, LetteraVentidue, Siracusa 2016
-  Forma e “liturgia” dell’abitare nell’opera di De Carli, in R. Rizzi (a cura di), Carlo De Carli. 1910-1999. Lo spazio primario, Franco Angeli, Milano 2016, pp. 7-12
- Quadri per Milano. Prove di architettura, a cura di G. Comi, Letteraventidue, Siracusa 2017
-   Interrogare il presente. Architettura come scavo; in G. Canella, P. Mellano (a cura di), Roberto Gabetti 1925-2000, Franco Angeli Milano 2017, pp. 239-245
- L’anamnesi in composizione, in P. Grandinetti, A. Dal Fabbro, R. Cantarelli, Gianugo Polesello. Un maestro del Novecento. La composizione in architettura, Letteraventidue, Siracusa 2019, pp. 16-31

## Principali opere e progetti

### 1970-79
- 1973-79 Scuola media con biblioteca civica e palestra a Lumezzane, località Pieve (BS)

```
      Opera realizzata. Con A. Locatelli, P. Salmoiraghi
```

- 1975-76 Progetto per una scuola media e una scuola elementare a Marcheno, località Madonnina (BS)

Con A. Locatelli, P. Salmoiraghi
- 1979-81 Scuola elementare a Cesano Boscone, località Monaca (MI)

Opera realizzata. Con A. Locatelli, P. Salmoiraghi

### 1980-89
- 1981 Progetto Loreto Piazza Lombarda per il concorso “La rinascita della città”

Concorso di idee, progetto segnalato. Con C. Bono, C. Scotti, G. Zani, F. De Miranda
- 1982-84 Insediamento produttivo per quarantadue imprese artigiane a Paderno Dugnano (MI)

```
     Opera realizzata. Con A. Locatelli, A. Salvati, A. Tresoldi
```

- 1983-87 Parco Lodi a Settimo Milanese. Restauro del giardino patrizio e nuove costruzioni per la destinazione a parco pubblico

```
     Opera realizzata. Con A. Locatelli
```

- 1984-86 Risanamento conservativo e parziale riforma interna del “Castello di Sem Benelli” a Zoagli (GE)

```
     Opera realizzata. Con A. Locatelli, M. Rampi
```

- 1985-86 Riforma di un appartamento nella Torre Velasca a Milano

  Opera realizzata. Con A. Locatelli, M. Rampi
- 1985-86 Progetto di Parco faunistico nel territorio compreso fra i Comuni di Cesate, Limbiate, Senago e Garbagnate nel Parco delle Groane (MI)

Opera non realizzata. Con E. Gentili Tedeschi, R. Scaioli
- 1985-87   Stabilimento Campari a Bussolengo (VR)

```
      Opera realizzata. Con A. Locatelli
```

- 1986-88 Stabilimento Campari a Cinisello Balsamo (MI)

```
     Opera realizzata. Con A. Locatelli
```

- 1986-92 Restauro e ampliamento della Cascina San Pietro a Piverone (TO)

  Opera realizzata. Con A. Locatelli, M. Rampi
- 1988-91 Stabilimento Campari a Osimo (AN)

```
     Opera realizzata. Con C. Padovani, M. Rampi
```

- 1988-92 Sepolcreto Rossi al Cimitero Monumentale di Milano

```
     Opera realizzata. Con A. Locatelli
```

### 1990-99
- 1991     Area Garibaldi-Repubblica a Milano

```
     Concorso a inviti per la progettazione. Con S. Gaudimundo, C. Padovani, M. Rampi
```

- 1991    Allestimento del nuovo spazio espositivo allo Steri di Palermo

```
     Opera realizzata. Con G. Di Benedetto, M. Lo Conte, E. R. Mazzola
```

- 1993   Scuola d’arti e mestieri nella ‘cittadella militare’ di Baggio (MI)

```
     Progetto su invito del Dipartimento di Architettura del Politecnico di Milano
```

- 1994   “Design and Construction of Buildings at the Site of the JRC Ispra (VA), Commission of European Communities”

Concorso appalto internazionale a inviti. Con M. Rampi, M. Robecchi
- 1995-02 Risanamento conservativo e riforma interna di una casa a ringhiera in Vicolo Lavandai a Milano

Opera realizzata. Con M. Rampi
- 1995-99 Nuovo Piano regolatore generale del Comune di Cerignola (FG)

```
     Con la consulenza dei Dipartimenti di Progettazione dell’Architettura e del Dipartimento di Economia e Produzione del 
Politecnico di Milano
```

- 1996   Riqualificazione di piazza Bagolino e di piazza della Repubblica a Alcamo (TP)

```
     Concorsi di progettazione di massima, progetti segnalati. Con M. Aprile
```

- 1996-99 Progetto di sistemazione della piazza pubblica nella corte di Villa Marazzi con restauro e ridestinazione a sala consiliare delle ex-scuderie a Cesano Boscone (MI)

```
     Opera realizzata. Con M. Rampi, M. Robecchi
```

- 1997-00 Edificio per alloggi di edilizia sovvenzionata in via Foggia a Cerignola (FG)

Opera realizzata. Con A. Monestiroli
- 1997-01 Restauro e ampliamento della scuola media “Don G. Bosco” a Cerignola (FG)

Opera realizzata. Con A. Monestiroli
- 1998-06 Piano di recupero e progetto di nuovi edifici residenziali e servizi per il Contratto di Quartiere “San Samuele” a Cerignola (FG)

```
      Opera realizzata. Con Proff. M. Ardita, V. Donato
```

- 1999-02 Villa a Vanzago nell’Alto Milanese

```
     Opera realizzata. Con M. Rampi, C. Scotti Viganò
```

### 2000-09
- 2000-06 Recupero e completamento del plesso scolastico di Villa Ducale a Cerignola (FG)

```
     Opera realizzata. Con S. Guglielmi, M. Robecchi
```

- 2004   “Darsena” a Milano

```
    Concorso Internazionale di progettazione a procedura ristretta. Progetto secondo classificato, con menzione speciale della giuria. Con G. Cislaghi, V. Donato, M. S. Prusicki
```

- 2004-05 Centro di Quartiere e Palazzo del Volontariato nel quartiere “Torricelli” a Cerignola (FG)

Appalto concorso, progetto vincitore. Opera realizzata. Con M. Rampi
- 2005   Progetto di un distretto telematico e centro intermodale nella zona industriale di Ascoli Satriano (FG)

```
     Consultazione progettuale. Con M. Bruno
```

- 2005-2021 Nuovo complesso parrocchiale della parrocchia SS. Pietro e Paolo ai Tre Ronchetti in Milano

Concorso a inviti, progetto vincitore. Opera realizzata. Con M. Rampi
- 2005   Restauro e ampliamento di Villa Meme a Varazze (SV)

```
    Opera realizzata. Con M. Rampi
```

- 2006   Peep Nord Ovest Viale Stati Uniti - Via Padula a Cerignola (FG)

Concorso di idee, progetto secondo classificato. Con D. Calice, F. Acuto, C. Poli
- 2006   Nuovo centro ecumenico cristiano a Bari Punta Perotti

Progetto per la Mostra “Città di Pietra”, X Biennale di Venezia. Con M. Aprile
- 2006-09  Edificio strategico adibito a plesso scolastico di scuola materna-elementare-media “A. Manzoni” in Monteleone di Puglia (FG)

```
     Appalto concorso, progetto vincitore. Con D. Calice
```

- 2009   Recupero e valorizzazione storico-urbanistico-ambientale della Piazza del Duomo di Cerignola (FG)

Concorso di idee, progetto vincitore. Con S. Protasoni, M. Rampi, S. Riboldi, C. Torricelli e L. Ottolini, L. Ferro
- 2009   Per frammenti di piano si costruisce la città (MI)

    Progetto per Scalo Farini a Milano nell'ambito del Workshop Bovisa progetta Milano. Scali ferroviari e trasformazioni urbane, Facoltà di Architettura Civile del Politecnico di Milano. Con F. Collotti, C. Torricelli

### 2010-19
- 2010   The Archaeological Museum of Sharm el Sheik

```
     Consultazione progettuale. Con C. Torricelli
```

- 2013   Recupero residenziale ex-Caserma “Serafino Gnutti” a Brescia

 Concorso internazionale di idee. Con M. Rampi, S. Riboldi, C. Torricelli
- 2015   Nuovo percorso espositivo nell'Orto Botanico di Brera (MI)

```
     Consultazione progettuale per il collegamento Brera-Citterio. Con G. Comi, G. Sortino
```

- 2015   “L’albergo diffuso del borgo nuovo” a Monteleone di Puglia (FG)

```
     Concorso internazionale di progettazione, progetto vincitore
```

- 2016   Occhi senza ciglia

```
     Nell'ambito del Workshop 
Expo dopo Expo,
 Scuola di Architettura Civile del 
Politecnico di Milano
. Con F. Acuto, G. Comi
```

- 2017   Piazza Castello – Foro Buonaparte (MI)

```
     
Concorso internazionale di progettazione
, 
progetto terzo classificato
. Con J. Georgi, C. Castiglioni, G. Comi, G. Sortino
```

- 2018   Grande Villa Adriana

```
     Concorso internazionale di progettazione/Call for project, progetto menzionato. Con G. Comi, G. Sortino, C. Pallini, P. Condoleo
```

- 2018   Area archeologica di Aosta

```
     Concorso internazionale, progetto menzionato. Con G. Comi, G. Sortino,
```

- 2018-20 Riforma di un appartamento per collezionisti d’arte in via dei Gracchi a Milano

```
     Opera realizzata
```

- 2019-in corso Casa per appartamenti in via Carlo Torre a Milano

```
     Progetto. Con G. Comi
```

- 2020   Piscina Mirabilis Bacoli (NA)

Reuse the Roman ruin, International Architecture Competition. Con C. Torricelli, A. Lofrano, M. Peronace
- 2020   Riqualificazione e valorizzazione dell’Area archeologica e Antiquarium di Tindari nel comune di Patti (ME)

Concorso di progettazione. Con G. Di Benedetto, R. Catania

## Riconoscimenti e meriti per l'attività progettuale
- 1979  -  XI Compasso d’Oro ADI
- 1983  -  “Rassegna critica IN/Arch delle opere di architettura in Lombardia”, selezione
- 1988   -  Menzione speciale al “Marble Architectural Awards Italy'88”
- 2006  -  Mostra internazionale di Architettura alla Biennale di Venezia, selezione
- 2010  -  Premio “Architettura in Capitanata”

## Mostre
- 1973     Mostra Internazionale di Architettura, XV Triennale di Milano, settembre-novembre.
- 1979     Lo spazio audiovisivo, Urbano reale-urbano virtuale, XVI Triennale di Milano, dicembre.
- 1982     Mostra dei progetti partecipanti al Concorso di idee per la progettazione del Museo metropolitano milanese, XVI Triennale di Milano, 15 dicembre 1981-14 febbraio 1982.
- 1984     Per una Piazza del Duomo diversa, Centro Culturale San Fedele, Milano, febbraio.
- 1987     Parco Lodi: storia e restauro, Municipio di Settimo Milanese, maggio.
- 1992     I progetti del concorso di idee per la progettazione dell’area Garibaldi-Repubblica, Refettorio delle Stelline, Milano, 12 maggio-6 giugno.
- 1994     La qualità della città, VII Rassegna urbanistica lombarda, Triennale di Milano, aprile.
- 1995     Progetti per Milano, Museo Nazionale della Scienza e della Tecnica, Milano, 11-27 aprile.
- 1995     Il centro altrove. Periferie e nuove centralità nelle aree metropolitane, Triennale di Milano, 12 settembre-31 ottobre.
- 1996     Progetti per Milano, TU Delft Faculty of Architecture, febbraio-marzo.
- 2003     Periferie e nuove urbanità, Triennale di Milano, luglio-ottobre.
- 2005     La Darsena di Milano, esposizione dei progetti del Concorso internazionale, Urban Center, Milano, febbraio-marzo.
- 2005     Progettando, N.O. Gallery, Milano, 16-21 marzo.
- 2006     Città di Pietra, 10 Mostra Internazionale di Architettura, Biennale di Venezia, 10 settembre-19 novembre.
- 2010     Milano. Scali ferroviari, Urban Center Milano, 1-31 marzo.
- 2010     Festival dell’Architettura 5 2009-2010, Parma, 26 novembre-12 dicembre.
- 2011     Equìvivere. Vivere per un’architettura sostenibile, Cittadella, 22 maggio-4 luglio e Bari, 6-10 settembre.
- 2011     Italy Now Architecture 2000-2010, Tokyo, 25-28 settembre.
- 2014     Milano. Caserme e aree militari, Politecnico di Milano, 7-28 marzo.
- 2015     02|06, Galleria Tulpenmanie, Milano, 14-20 aprile.
- 2016     Ambito di Trasformazione Urbana Bovisa: Comune e Politecnico di Milano presentano i risultati della Call for Ideas, Urban Center Milano, 4 maggio e Politecnico di Milano, 26 maggio-11 giugno.
- 2016     Expo dopo Expo, Politecnico di Milano, 9-23 aprile.
- 2017     Angelo Torricelli. Quadri per Milano. Prove di architettura, Sala mostre "Anna Maria Fundarò", Dipartimento di Architettura di Palermo, 10 novembre-7 dicembre.
- 2017     Piazza Castello-Foro Buonaparte, esposizione dei progetti del Concorso internazionale, Castello Sforzesco, Sala  Viscontea, Milano, 5-21 febbraio.
- 2019     Call Internazionale per la Grande Villa Adriana-Premio Piranesi, Politecnico di Milano, 25 giugno-02 luglio.
- 2020     Concorso di progettazione Aosta Est, Criptoportico forense, Aosta, 21 dicembre 2019-21 marzo 2020.
- 2020     “Reuse Visions for Piscina Mirabilis”, Re-Use Italy, Museo Archeologico dei Campi Flegrei a Bacoli, 3 ottobre-31 dicembre.
- 2021     L'arte ai tempi del Coronavirus, MAC di San Paolo, 29 Maggio-22 Agosto.
- 2021     Il disegno, il disegno sempre ricominciato Archiviato il 29 ottobre 2021 in Internet Archive., Accademia Nazionale di San Luca, luglio.
- 2021     “XIX International Forum World Heritage and Design for Health”, Le vie dei Mercanti-Benecon, Villa Galeotta Capri, 18-19 luglio.